# Leptothorax stenotyle
Leptothorax stenotyle är en myrart som beskrevs av Arthur C. Cole 1956.
Leptothorax stenotyle ingår i släktet smalmyror och familjen myror. Inga underarter finns listade i Catalogue of Life.